# Vysoké Tatry
Vysoké Tatry (en español Altos Tatras, en húngaro: Magastátra o Tátraváros), informalmente conocida como Mesto Vysoké Tatry (el Pueblo de los Altos Tatras), es un pueblo en las faldas de la parte eslovaca de los Altos Tatras en Eslovaquia incluyendo a la mayoría de los resorts en esta región. Se creó en 1990, y su nombre oficial de 1990 hasta 1999 fue Starý Smokovec, que es el nombre de uno de sus mayores asentamientos.

## Características
El pueblo de Vysoké Tatry es especial en varios aspectos. No se trata de un pueblo real, sino un conglomerado de asentamientos separados y diferentes (originalmente villas separadas). Su única característica común es que se trata del principal resort turístico de los Altos Tatras eslovacos. Está intercomunicado por una red común de ferrocarriles (el ferrocarril Tatra). Después de la capital del país, el pueblo en el principal destino turístico de Eslovaquia. El 31 de diciembre de 2001 tenía unos 4953 habitantes, excluyendo a los turistas. Se localiza a una altitud de 1,010 m sobre el nivel del mar. Se extiende sobre un área de 380,216 km², constituyéndose en el mayor área urbana de Eslovaquia.
Las autoridades locales, centro cultural y las principales tiendas se localizan en el asentamiento de Starý Smokovec.

## División administrativa
El pueblo se compone de tres áreas catastrales, las cuales se componen de 14 asentamientos:
Štrbské Pleso (este asentamiento fue transferido a la villa de Štrba, según las acuerdos de la Corte Suprema)  Vyšné Hágy (f. en 1890, 1125 m), Podbanské (f. en 1871, 940 m, parcialmente en la villa de Pribylina), Starý Smokovec, Horný Smokovec (950 m), Dolný Smokovec (890 m), Nový Smokovec (1 000 m), Starý Smokovec (fundado en 1793, 1 010 m), Tatranská Polianka (f. en 1885, 1 005 m), Tatranské Zruby (f. en 1923, 995 m), Nová Polianka (f. en 1946, 1 060 m), Tatranská Lomnica (f. en 1893, 850 m), Tatranská Kotlina (f. en 1881, 760 m), Tatranská Lesná (f. en 1927, 915 m), Kežmarské Žľaby (920 m) y Tatranské Matliare (f. a mediados del siglo XIX, 885 m)

## Historia
El pueblo actual se creó en 1990 y posee una historia administrativa complicada.
La municipalidad (que no es un pueblo) de Vysoké Tatry se creó alrededor de 1947 en un territorio que pertenecía a las siguientes municipalidades: Batizovce, Huncovce, Folvarky, Gerlachov, Kežmarok, Liptovská Kokava, Mlynica, Nová Lesná, Malý Slavkov, Mengusovce, Výbor Vysoké Tatry" - literalmente, "El comité nacional unido de los Altos Tatras", el 'comité nacional' siendo este el término administrativo con se designó a las autoridades locales de la antigua Checoslovaquia.
En 1954, algunas partes de las municipalidades de Pribylina, Východná y Liptovská Kokava se agregaron a Vysoké Tatry. Starý Smokovec fue designada la cabecera de la municipalidad de Vysoké Tatry.
En 1960 la municipalidad de Vysoké Tatry dejó de existir y se dividió en diferentes municipalidades, entre las que podemos mencionar: Starý Smokovec (elevada a estatus de pueblo), Štrbské Pleso, Tatranská Lomnica, Ždiar y Štôla. Sin embargo, desde 1964 estas municipalidades tuvieron una autoridad local común aunque siguieron siendo municipalidades separadas.
En 1990 tres de las municipalidades antes mencionadas - Starý Smokovec, Štrbské pleso y Tatranská Lomnica - se integraron para crear el pueblo de 'Starý Smokovec'. Las municipalidades de - Ždiar y Štôla - aún son municipalidades independientes.
En 1999 el pueblo de 'Starý Smokovec' fue renombrado 'Vysoké Tatry'.

## Demografía
| Año        | 1994 | 2004     | 2014     | 2024    |
| ---------- | ---- | -------- | -------- | ------- |
| Población  | 5669 | 4953     | 4113     | 3770    |
| Diferencia |      | −12,63 % | −16,95 % | −8,33 % |

| Año        | 2023 | 2024    |
| ---------- | ---- | ------- |
| Población  | 3782 | 3770    |
| Diferencia |      | −0,31 % |

El 31 de diciembre de 2006, Vysoké Tatry tenía una población de 4.718 habitantes. De acuerdo al censo de 2001, el 92,95% de los habitantes eran eslovacos, el 2,22% checos, 0,57% húngaros, 0,26% alemanes y el 0,17% rutenos. La composición religiosa era la siguiente: 61,96% católicos de rito latino, 18,96% de las personas no tenían afiliación religiosa, 7,64% luteranos y el 3,62% greco-católicos.